# Suizid durch Kohlenmonoxidvergiftung
Suizid durch Kohlen(stoff)monoxidvergiftung bezeichnet eine Art des Suizids, bei dem in einem geschlossenen Raum die Luft mit Kohlenstoffmonoxid (CO) angereichert wird. Als CO-Quelle für die Selbsttötungen werden zumeist benzinbetriebene Verbrennungsmotoren und Holzkohlefeuer benutzt. Bereits seit 2008 ist das Laufenlassen eines Automotors in der Garage weniger verbreitet, da aufgrund der modernen Katalysatoren nur mehr geringere CO-Konzentrationen erreicht werden.

## Wirkmechanismus
Durch unvollständige Verbrennung kohlenstoffhaltiger Materialien erhöht sich in geschlossenen Räumen die Konzentration von Kohlenstoffmonoxid (CO) stetig. Die Giftwirkung erfolgt eher nicht über eine Absenkung der Sauerstoffkonzentration (knapp 21 Volumsprozent O2 in frischer, trockener Luft), sondern über einen vergleichsweise geringen Anteil an hochgiftigem CO. Wenn CO-belastete Luft längere Zeit eingeatmet wird, genügen schon Konzentrationswerte um ein Zehntel Volumenprozent Kohlenstoffmonoxid, um tödlich zu wirken. Die unvollständige Verbrennung von Kohlenstoff erzeugt Kohlenstoffmonoxid, welches sich stark an Hämoglobin bindet, wodurch rasch die Fähigkeit des Blutes nachlässt, den Körper mit Sauerstoff zu versorgen. Dies führt zum Tod durch Hypoxie, hervorgerufen durch eine Kohlenstoffmonoxidvergiftung. Überlebende (z. B. durch Rettungsmaßnahmen nach vorzeitigem Auffinden) benötigen meist Intensivmedizin und tragen oft bleibende Hirnschäden davon.
Laut Feststellungen der Bundeszentrale für gesundheitliche Aufklärung wird in der BRD gegenwärtig zur Durchführung von Suiziden durch Kohlenmonoxidvergiftung am häufigsten auf Holzkohlegrillvorrichtungen (v. a. Einweggrille) zurückgegriffen. Dabei werden von Personen, die zu dieser Methode greifen, in kleineren Räumen (Zelten, Automobilkabinen etc.) Grille angezündet, um so die erforderliche Gaskonzentration zu generieren, um den Tod herbeizuführen. Um ein Entweichen von Rauch bzw. Gas (und damit eine Gefährdung Dritter oder ein Herabsinken der Gaskonzentration unter die tödliche Konzentration) zu verhindern, werden nach den Beobachtungen ermittelnder Kriminalbeamten dabei häufig Ritzen an den Rahmen von Fenstern und Türen, Türunterseiten, Schlüssellöcher etc. mit Dichtungsband und dergleichen abgeklebt. Recht häufig wird auch im Rahmen von Gruppensuiziden auf dieses Mittel zurückgegriffen: Für Aufsehen und rege Berichterstattung in der Presse sorgte beispielsweise der Suizid von drei Teenagern durch Herbeiführung einer Kohlenmonoxidvergiftung mit Hilfe von Einweggrills in einem Zelt im Jahr 2011 oder der Suizid von drei Frauen in einer Blockhütte in Nordhessen im Jahr 2014.

## Suizid mithilfe von Holzkohle
Durch Abbrennen von Holzkohle wird in einem abgedichteten Raum eine letale Kohlenstoffmonoxidvergiftung herbeigeführt. Diese Art der Selbsttötung gefährdet die Rettungskräfte und auffindende Angehörige erheblich.
Obwohl diese Suizid-Methode bereits 1844 in Eugène Sues Der ewige Jude erwähnt wurde, war die Vorgehensweise in Wataru Tsurumis im Jahr 1993 ursprünglich auf Japanisch erschienenem Werk Vollständiges Handbuch des Suizids (deutsche Ausgabe noch nicht vorhanden) nicht verzeichnet. Tsurumis Schrift war im asiatischen Raum bekannter als die von Sue.
Im November 1998 tötete sich eine Frau mittleren Alters in Hongkong mithilfe eines Holzkohlegrills in ihrem kleinen, gut abgeschlossenen Schlafzimmer. In jener Zeit litt Hongkong unter der „Asienkrise“ und die Suizidrate stieg generell. Nachdem Details jenes Freitods großflächig in den lokalen Medien behandelt worden waren, gab es viele Nachahmer. Binnen zweier Monate wurde Suizid durch Holzkohle so die dritthäufigste Suizidart Hongkongs. Sie zeichnete 1998 für 1,7 % und 1999 für 10,1 % der Fälle verantwortlich. 2001 hatte sie Erhängen als zweithäufigste Methode (nach Springen von Hochhäusern) verdrängt, was etwa 25 % aller Suizide ausmachte. Seitdem wird die Methode auch im Rest Chinas sowie in Taiwan und Japan praktiziert.
Sowohl bei der Verbreitung der Methode wie auch im Präventivbereich spielen die Massenmedien eine entscheidende Rolle. Um weitere Fälle zu vermeiden, veranlasste die Regierung Hongkongs, klassische Holzkohlegrills durch Elektrogrills zu ersetzen. Einige Nichtregierungsorganisationen kooperierten mit Holzkohlehändlern, um die Botschaft „schätze dein Leben“ mittels Aufklebern auf den Packungen zu verbreiten.

## Suizid mithilfe von Pkw-Abgasen
Zwischen 1980 und 1987 wurden in der Umgebung von Köln durchschnittlich acht Suizide im Jahr mithilfe von Pkw-Abgasen verübt. Bis 1999 ging die Häufigkeit auf einen Todesfall pro Jahr zurück. Ursache des Rückgangs war die Ausrüstung der Pkw mit Katalysatoren. Aufgrund des nunmehr geringen CO-Anteils in den Abgasen ist eine letale Kohlenstoffmonoxidvergiftung nicht mehr zu erwarten.

## Suizid mithilfe chemischer Reaktion zweier Säuren
Mischt man die beiden Säuren Schwefelsäure (H2SO4) und Ameisensäure (CH2O2), so bilden sich in einer exothermen Reaktion Wasser (H2O) und Kohlenstoffmonoxid; diese Reaktion wurde schon zu Suizidversuchen benutzt.

## Beratungsangebote
Für Personen, die einen Suizid durch Kohlenmonoxidvergiftung erwägen (oder auch einen Suizid mit anderen Mitteln erwägen), die aber für Alternativen offen sind, haben Personen bzw. Organisationen, die diese Handlungsweise ablehnen, verschiedene Beratungsangebote wie z. B. die Telefonseelsorge eingerichtet, bei denen sie sich über Alternativen beraten und z. T. sogar praktische Unterstützung vermitteln lassen können. 